# Jonathan Joseph (rugbysta)
Jonathan Joseph (ur. 21 maja 1991 r. w Derby) – angielski rugbysta występujący na pozycji środkowego ataku; reprezentant kraju, dwukrotny uczestnik i srebrny medalista pucharu świata.

## Młodość
Urodzony w Derby Joseph w dzieciństwie był obiecującym tenisistą, jednym z najlepszych w hrabstwie w swojej grupie wiekowej – był objęty ogólnokrajowym programem dla młodych talentów oraz otrzymywał stypendium hrabstwa Derbyshire. Jak sam przyznawał w późniejszych latach, ostatecznie zdecydował się porzucić tenis, ponieważ lepiej czuł się w sportach grupowych niż w zawodach indywidualnych. W wieku dziewięciu lat za sprawą ojca trafił na pierwszy trening rugby, do szkółki Derby R.F.C. Prócz tego spędził także krótki okres w akademii piłkarskiego klubu Derby County.
Kiedy rodzina Josepha w 2003 z uwagi na obowiązki zawodowe ojca przeniosła się do Berkshire, Jonathan trafił do Park House School w Newbury. Tam zaliczył egzaminy GCSE; z powodzeniem uczęszczał też na zajęcia z tańca. Jednocześnie trenował w miejscowym klubie Newbury R.F.C. – do 16 roku życia grał głównie na pozycji łącznika ataku. Kiedy w pewnym momencie rodzina Jonathana uznała, że ten nie rozwija się pod względem sportowym dostatecznie szybko, młody zawodnik zmienił szkołę. Choć rozważano Wellington College oraz Colston’s School, wybór padł ostatecznie na Millfield School. To w szkolnej drużynie został przekwalifikowany na „trzynastkę”, środkowego ataku. Z czasem Joseph został też kapitanem zespołu. Niemal natychmiast po przybyciu do Millfield został zauważony przez trenerów London Irish, dzięki czemu bardzo szybko otrzymał sportowe stypendium i miejsce w klubowej akademii. Tam dzielił pokój z Marcusem Watsonem, w przyszłości reprezentantem Anglii w rugby 7 i bratem Anthony’ego Watsona, późniejszego kolegi z reprezentacji „piętnastek”.

## Kariera klubowa
W pierwszej drużynie „Exiles” Joseph zadebiutował w listopadzie 2009 roku w meczu Anglo-Welsh Cup przeciw Cardiff Blues. Na przełomie 2009 i 2010 roku celem ogrania został wypożyczony do czwartoligowego (National Division Three South) zespołu Barnes R.F.C., w barwach którego rozegrał kilka spotkań. Łącznie do końca sezonu pięciokrotnie zagrał dla pierwszego zespołu Irish, jednak dopiero kolejny sezon okazał się przełomowy. W 14 meczach Premiership na swoim koncie zanotował pięć przyłożeń, po dwa z Newcastle Falcons i Sale Sharks. W marcu 2011 o dwa lata przedłużył umowę z klubem. Wraz z upływem lat Joseph stawał się coraz ważniejszym ogniwem pierwszej drużyny „Exiles”, zyskując z czasem status klubowej gwiazdy. W 2012 roku nominowany był do ligowej nagrody pn. Odkrycie Roku. W tym samym roku z powodzeniem uczestniczył także w rozgrywkach w rugby 7 – Irish sięgnęli po mistrzostwo Anglii, a JJ otrzymał tytuł najlepszego zawodnika turnieju. W ciągu czterech lat spędzonych w pierwszej drużynie rozegrał 61 spotkań. Mimo tego nie zdecydował się na przedłużenie wygasającego latem 2013 roku kontraktu z broniącym się przed spadkiem klubem.
Joseph zdecydował się wówczas na transfer do Bath, gdzie trenerem był znany mu wcześniej z Irish Toby Booth. Już w pierwszym sezonie wywalczył sobie pewne miejsce w składzie, rozpoczynając w wyjściowym ustawieniu 13 spotkań ligowych. W maju 2014 wystąpił w finale Pucharu Challenge, w którym jednak górą była drużyna Northampton Saints. W sezonie 2014/2015 ekipa Bath dotarła do wielkiego finału rozgrywek ligowych, w którym rywalem była drużyna Saracens. Mimo przyłożenia zdobytego przez Josepha, jego zespół dość wyraźnie – 16:28 – uległ rywalom i zakończył rozgrywki na drugim miejscu. W trakcie rozgrywek, w których zdobył osiem przyłożeń, pochodzący z Derby zawodnik przedłużył kontrakt z Bath; nie ujawniono jednak okresu trwania nowego kontraktu. W 2015 roku został uznany najlepszym angielskim zawodnikiem.

## Kariera reprezentacyjna
Joseph od najmłodszych lat powoływany był do juniorskich zespołów narodowych. Uczestniczył w konsultacjach drużyn U-16 i choć nie radził tam sobie najlepiej, nie przekreśliło to jego przyszłości w kadrze. Będąc w ostatniej klasie szkoły średniej nie otrzymał zaproszenia na testy kadry do lat 18, jednak powołanie przyniosła mu gra w szkolnych barwach. Na początku 2009 roku zadebiutował w zespole do lat 18, z którym występował m.in. podczas Festiwalu Pięciu Narodów. Jednym z najjaśniejszych punktów na tym etapie jego kariery było miażdżące zwycięstwo nad rówieśnikami ze Szkocji – mecz zakończył się wynikiem 63:0, a Joseph dwukrotnie przykładał piłkę w polu punktowym rywali. W lipcu i sierpniu uczestniczył też w serii spotkań w Południowej Afryce.
Jeszcze w tym samym roku, w grudniu, razem z kadrą U-19 brał udział w spotkaniu ze szkolną reprezentacją Australii (U-18). Zwycięsko z tego starcia wyszli Anglicy, a grający wówczas na pozycji obrońcy JJ zdobył dwa z czterech przyłożeń swojej drużyny. Na początku stycznia 2010 roku Joseph zastąpił kontuzjowanego Jacka Wallace’a w kadrze do lat 20, która przygotowywała się do młodzieżowego Pucharu Sześciu Narodów. Podczas turnieju od pierwszej minuty wystąpił w pojedynkach z rówieśnikami z Walii, Włoch i Irlandii, zaś w pojedynku ze Szkocją pojawił się na boisku z ławki rezerwowych. W zespole U-20 pozostał aż do końca kolejnego sezonu reprezentacyjnego – brał czynny udział w zakończonym Wielkim Szlemem Pucharze Sześciu Narodów 2011. Uczestniczył także w Mistrzostwach Świata Juniorów, które zorganizowano we włoskim Treviso. Tam młodzi Anglicy dotarli do finału, w którym ostatecznie ulegli nowozelandzkim „Baby Blacks”.
Na początku 2012 roku otrzymał powołanie do drugiej reprezentacji Anglii, England Saxons, jako że Matt Banahan został przesunięty do pierwszego zespołu. Niemniej dalsze plany pokrzyżowała mu kontuzja pachwiny, która wykluczyła jego dalszy udział w zgrupowaniu. W maju wziął udział w sparingu pierwszej reprezentacji z zespołem Barbarians, które zakończyło się wysokim zwycięstwem Anglików. W meczu tym Joseph zdobył dwa przyłożenia. Niedługo później znalazł się w składzie na serię test-meczów z reprezentacją Południowej Afryki. Zadebiutował w czerwcowym spotkaniu w Durbanie, a dzięki występowi w nim wywalczył sobie miejsce w pierwszej piętnastce na mecze numer dwa i trzy. Rok później uczestniczył w dwóch spotkaniach z Argentyną, jakie rozegrano w Salcie.
Obniżka formy po transferze do Bath spowodowała, że kiedy w drugiej połowie 2013 roku ogłaszano składy angielskich reprezentacji, Joseph został przydzielony do drużyny Saxons. Kiedy na przełomie stycznia i lutego 2014 roku zespół miał się mierzyć z Ireland Wolfhounds i Szkocją A, JJ raz jeszcze odniósł kontuzję i zmuszony był pauzować przez dwa miesiące.
Na kolejną szansę reprezentowania swojego kraju musiał czekać do początku 2015 roku, kiedy selekcjoner Stuart Lancaster ogłosił kadrę na Puchar Sześciu Narodów. Podczas imprezy Joseph stworzył dobrze funkcjonującą parę środkowych z Lutherem Burrellem. Zawodnik rodem z Derby zdobył wówczas cztery przyłożenia (dwa z Włochami, po jednym z Walią i Szkocją), co stanowiło najlepszy wynik wśród wszystkich zawodników. Anglicy zajęli ostatecznie drugie miejsce, jedynie gorszym bilansem „małych” punktów ustępując Irlandii. Występy podczas turnieju sprawiły, że wkrótce zaczął być postrzegany jako zawodnik o pewnym miejscu w składzie w kontekście zbliżającego się Pucharu Świata, który miał zostać rozegrany w Anglii. Zgodnie z przewidywaniami zawodnik Bath otrzymał powołanie na turniej, jednak już w pierwszym meczu z Fidżi doznał urazu mięśnia piersiowego. Z tego powodu opuścił spotkanie z Walią, a wyleczywszy kontuzję wrócił na pojedynek z Australią. Ponosząc dwie porażki (właśnie z Walią i Australią), gospodarze przedwcześnie zakończyli swój udział w mistrzostwach już na fazie grupowej. Po odpadnięciu z rozgrywek Joseph przeszedł operację uszkodzonego mięśnia, który – jak się okazało – tylko w trzeciej części przytwierdzony był wówczas do kości. Rehabilitacja przewidziana pierwotnie na trzy miesiące zakończyła się pomyślnie miesiąc wcześniej.
Na początku 2016 roku, podczas Pucharu Sześciu Narodów był podstawowym zawodnikiem swojej reprezentacji, zaś Anglicy po raz pierwszy od 13 lat sięgnęli po Wielki Szlem.
W 2019 roku brał udział w Pucharze Świata, podczas którego reprezentacja Anglii dotarła do finału. W nim jednak 12:32 uległa Południowej Afryce.

## Wyróżnienia
- nominacja do nagrody Objawienia Sezonu 2011/2012 w Anglo-Welsh Cup (Breakthrough Player of the Season)[51]
- nominacja do nagrody Odkrycia Sezonu 2011/2012 w English Premiership (Discovery of the Season)[1][18]
- nagroda dla najlepszego gracza Premiership Rugby Sevens Series w edycji 2012[19]
- nominacja do nagrody European Professional Club Rugby dla Europejskiego Gracza Roku 2014 (EPCR Europan Player of the Year)[52]
- nagroda Rugby Players’ Association dla Zawodnika Roku 2015 według Zawodników (RPA Players’ Players of the Year)[5][23]
- nagroda Rugby Player’s Association dla Zawodnika Roku 2015 (RPA Player of the Year)[5][23]
- nominacja do nagrody dla Zawodnika Turnieju podczas Puchar Sześciu Narodów 2016 (Six Nations Player of the Tournament)[53]

## Życie prywatne
Jonathan wywodzi się ze związanej ze sportem rodziny. Jego ojciec, Ivan pochodzi z należącej do Grenady wyspy Carriacou, jednak w dzieciństwie przeniósł się do Anglii. Tam też zaczął grać w rugby – występował na pozycji łącznika ataku i zewnętrznego środkowego. Szczytem jego kariery było 11 występów dla Northampton Saints, jakie zaliczył w latach 1982–1986, później zaś występował w Derby. Po zakończeniu przygody ze sportem został technologiem chemicznym. Matka Josepha, Pip z powodzeniem uprawiała pływanie i hokej na trawie. Siostra rugbysty Hannah reprezentowała Anglię w netballu, zaś rodzeństwo ma jeszcze dwóch braci, Aleksa i Willa.